# Paul Knittel
Paul Knittel (* 6. Juni 1905 in Schmiden; † 28. November 1982, Schmiden) war ein baden-württembergischer Landtagsabgeordneter (SPD).

## Leben
Paul Knittel war der Sohn eines Schmidener Webers. Er machte eine Schreinerlehre, begab sich auf die Wanderschaft und kehrte 1925 nach Schmiden zurück. 1942 wurde er zur Wehrmacht einberufen und geriet 1944 in amerikanische Kriegsgefangenschaft. 1945 wurde er entlassen und begann noch 1945 als Angestellter bei der Landesversicherungsanstalt Württemberg. 1947 wurde er dort zum Betriebsratsvorsitzenden und im Juni 1960 Mitglied des Landtags von Baden-Württemberg für Waiblingen I. Obwohl er 1961 kurzzeitig sein Amt verlor (6. Februar 1961 (Mandatsverlust), Wiederholungswahl vom 12. März 1961), kehrte er wieder zurück und war bis 1968 im Landtag. Er war im Verwaltungs- und Rechts-Ausschuss.
In seiner Rolle als Betriebsratsvorsitzender der Landesversorgungsanstalt kämpfte er um Lohnfortzahlungen für die Angestellten für den 1. Mai.

## Familie
Knittel war verheiratet mit Gertrud Knittel. Mit ihr hatte er den Sohn Paul.